# Agriphila hungaricus
Agriphila hungaricus là một loài bướm đêm trong họ Crambidae.